# برونو ريسيفه
برونو ريسيفه (2 مارس 1982 - ) هو لاعب كرة قدم برازيلي في مركز الدفاع. لعب مع جمعية بورتوغيزا الرياضية ونادي باهيا ونادي بونتي بريتا ونادي ساو كايتانو ونادي سبورت ريسيفه ونادي غواراني ونادي ميراسول.

## وصلات خارجية
- برونو ريسيفه على موقع قاعدة بيانات كرة القدم.إي يو (الإنجليزية)
- برونو ريسيفه على موقع Soccerway.com (الإنجليزية)